# Anti System
Gli Anti System erano un gruppo hardcore punk e anarcho punk inglese attivo negli anni ottanta.
Il gruppo si è formato nel 1981 a Bradford, con una formazione comprendente Phil alla batteria, George al basso, Nogsy alla voce e Dom Watts alla chitarra. 
Registrarono un demo, le cui tracce furono pubblicate in una raccolta della Pax Records. Il loro disco di debutto fu Defence of the Realm, con cinque pezzi, seguito da No Laughing Matter, uscito su Reconciliation Record, dopo che Pax Records chiuse, e successivamente dal 12" A Look at Life.
Come altri gruppi anarcho punk del periodo, il gruppo si fece promotrice della causa animalista, e la formazione prima della registrazione di A Look at Life subì delle modifiche con la sostituzione di due dei componenti originali, che erano stati incriminati per varie azioni animaliste.

## Discografia
- 1983 - In Defence of the Realm (EP, Pax Records)
- 1985 - No Laughing Matter (LP, Reconcile)
- 1986 - A Look at Life (12", Reconcile)
- 1986 - Split 7" w/Morbid Humour (Reconcile)
- Live at Sheffield Marples (LP, mai pubblicato)

### Tracce presenti in compilation
- 1982 - Punk Dead? Nah Mate, The Smell is Jus Summink in Yer Underpants Innit (Pax Records, tracce: Man's World, Aftermath)
- 1984 - Bollox to the Gonads - Here's the Testicles (Pax Records, tracce: Schoolboy, Why Should it Happen)